# Fort Totten (Dakota del Nord)
Fort Totten è un census-designated place (CDP) degli Stati Uniti d'America della contea di Benson nello Stato del Dakota del Nord. La popolazione era di 1.243 abitanti al censimento del 2010. Fort Totten si trova all'interno della riserva indiana di Spirit Lake ed è il sito delle sedi tribali. La riserva ha una popolazione totale stimata in 6.000 abitanti. Sebbene non formalmente incorporata come città, Fort Totten ha la più grande popolazione di qualsiasi comunità nella contea di Benson.

## Geografia fisica
Secondo lo United States Census Bureau, il CDP ha una superficie totale di 22,91 km², dei quali 22,27 km² di territorio e 0,63 km² di acque interne (2,77% del totale).

## Società

### Evoluzione demografica
Secondo il censimento del 2010, la popolazione era di 1.243 abitanti.

### Etnie e minoranze straniere
Secondo il censimento del 2010, la composizione etnica del CDP era formata dallo 0,97% di bianchi, lo 0% di afroamericani, il 98,07% di nativi americani, lo 0% di asiatici, lo 0% di oceanici, lo 0,16% di altre razze, e lo 0,8% di due o più etnie. Ispanici o latinos di qualunque razza erano lo 0,97% della popolazione.